# تگزاس لانگ‌هورنز

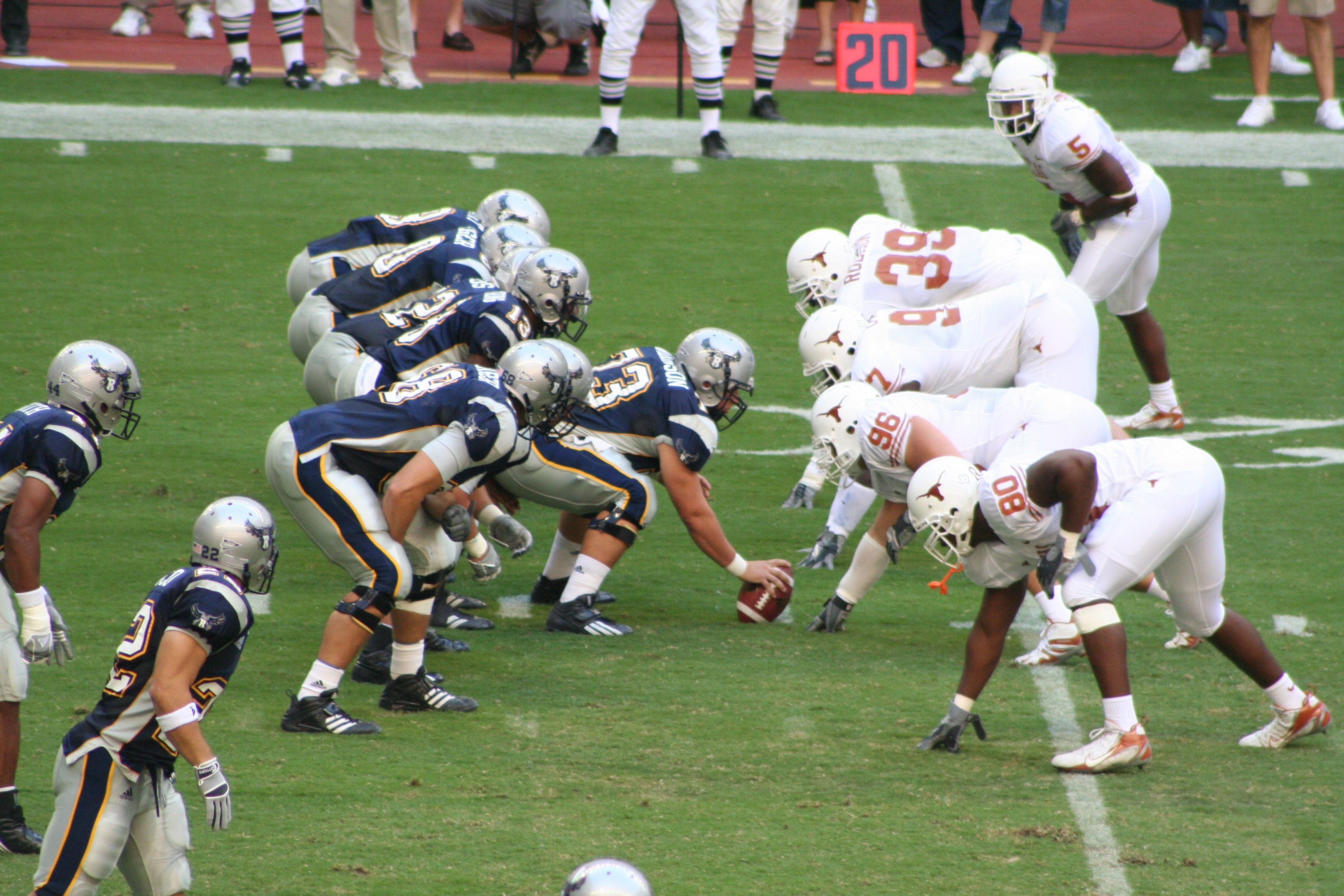
تیم فوتبال آمریکایی تگزاس لانگ‌هورنز، در مصاف با تیم فوتبال دانشگاه رایس آمریکا در فصل ۲۰۰۷-۲۰۰۶

تگزاس لانگ‌هورنز یا درازشاخان تگزاس (به انگلیسی: Texas Longhorns) نامی است که به مجموع تیمهای ورزشی دانشگاه تگزاس در آستین گفته می‌شود.
لانگ‌هورن‌ها به ویژه در دو و میدانی، فوتبال آمریکایی، و بسکتبال مردان دارای آوازه ملی هستند.
لباس لانگ‌هورن‌ها همواره به رنگ سفید و قهوه‌ایست، و نام و آرم (شگون‌نمای) آن‌ها به افتخار بیوو (به انگلیسی: Bevo) است، که یک درازشاخ می‌باشد.

## افتخارات
لانگ هورن‌ها فهرست بلندی از قهرمانی‌های سراسری را در تاریخ ورزشی یکصد ساله خود به یدک می‌کشند.
در سطوح ملی: جدول زیر تعداد مدال آوران تیم‌های ملی آمریکا که در زمان بازیها دانشجوی این دانشگاه بوده‌اند را در تاریخ بازیهای المپیک تابستانی نشان می‌دهد. در مجموع این دانشگاه ۱۱۷ مدال برای تیم ملی آمریکا در بازیهای المپیک بدست آورده است.
| مسابقات                      | طلا | نقره | برنز |
| ---------------------------- | --- | ---- | ---- |
| بازی‌های المپیک تابستانی ۲۰۰۸ | ۱۰  | ۲    | ۲    |
| بازی‌های المپیک تابستانی ۲۰۰۴ | ۹   | ۴    | ۶    |
| بازی‌های المپیک تابستانی ۲۰۰۰ | ۹   | ۹    | ۲    |
| بازی‌های المپیک تابستانی ۱۹۹۶ | ۷   | ۲    | ۳    |
| بازی‌های المپیک تابستانی ۱۹۹۲ | ۵   | ۳    | ۳    |
| بازی‌های المپیک تابستانی ۱۹۸۸ | ۵   | ۴    | ۱    |
| بازی‌های المپیک تابستانی ۱۹۸۴ | ۵   | ۱    | ۰    |
| بازی‌های المپیک تابستانی ۱۹۸۰ | ۰   | ۱    | ۰    |
| بازی‌های المپیک تابستانی ۱۹۷۶ | ۲   | ۰    | ۰    |
| بازی‌های المپیک تابستانی ۱۹۶۸ | ۱   | ۰    | ۰    |
| بازی‌های المپیک تابستانی ۱۹۶۰ | ۱   | ۰    | ۰    |
| بازی‌های المپیک تابستانی ۱۹۵۶ | ۱   | ۱    | ۰    |
| بازی‌های المپیک تابستانی ۱۹۵۲ | ۲   | ۰    | ۰    |
| بازی‌های المپیک تابستانی ۱۹۴۸ | ۱   | ۰    | ۰    |
| در مجموع                     | ۶۸  | ۳۱   | ۱۸   |

## نگارخانه

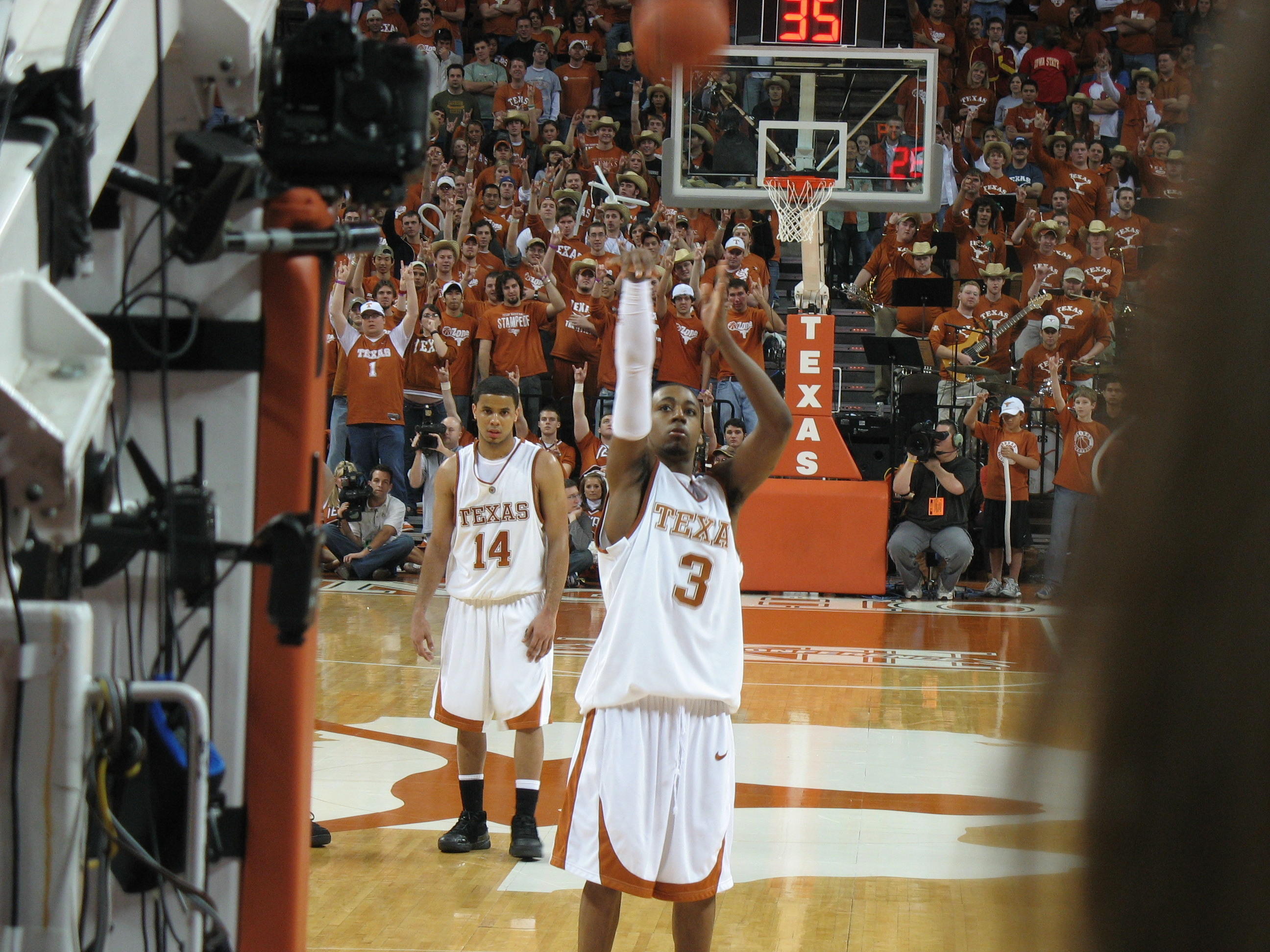
تیم بسکتبال تگزاس لانگ‌هورنز مشاهیری چون کوین دورانت و لامارکوس آلدریج را بخود دیده است.
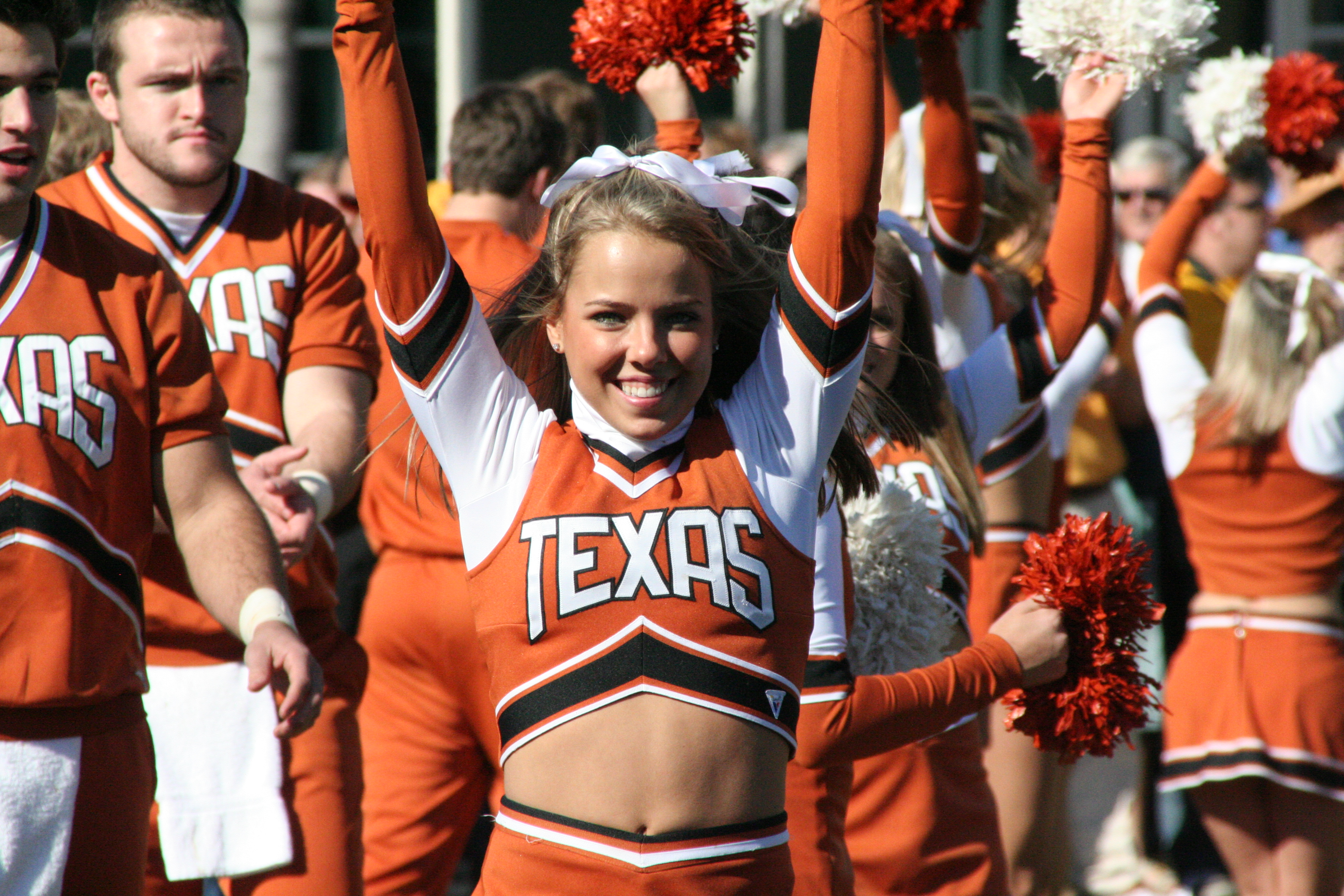
هلهله‌چیان تگزاس لانگ‌هورنز
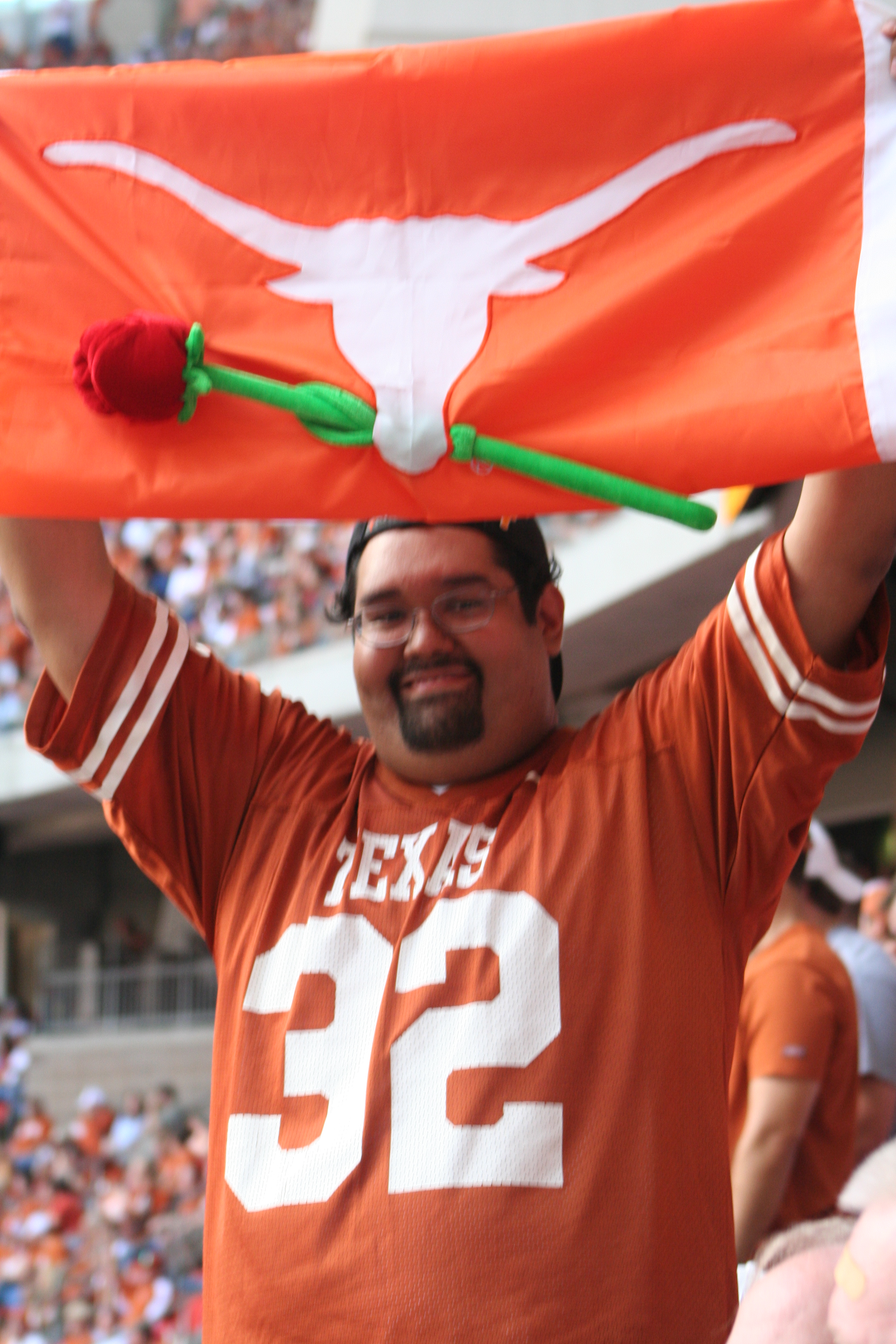
طرفداران تگزاس لانگ‌هورنز
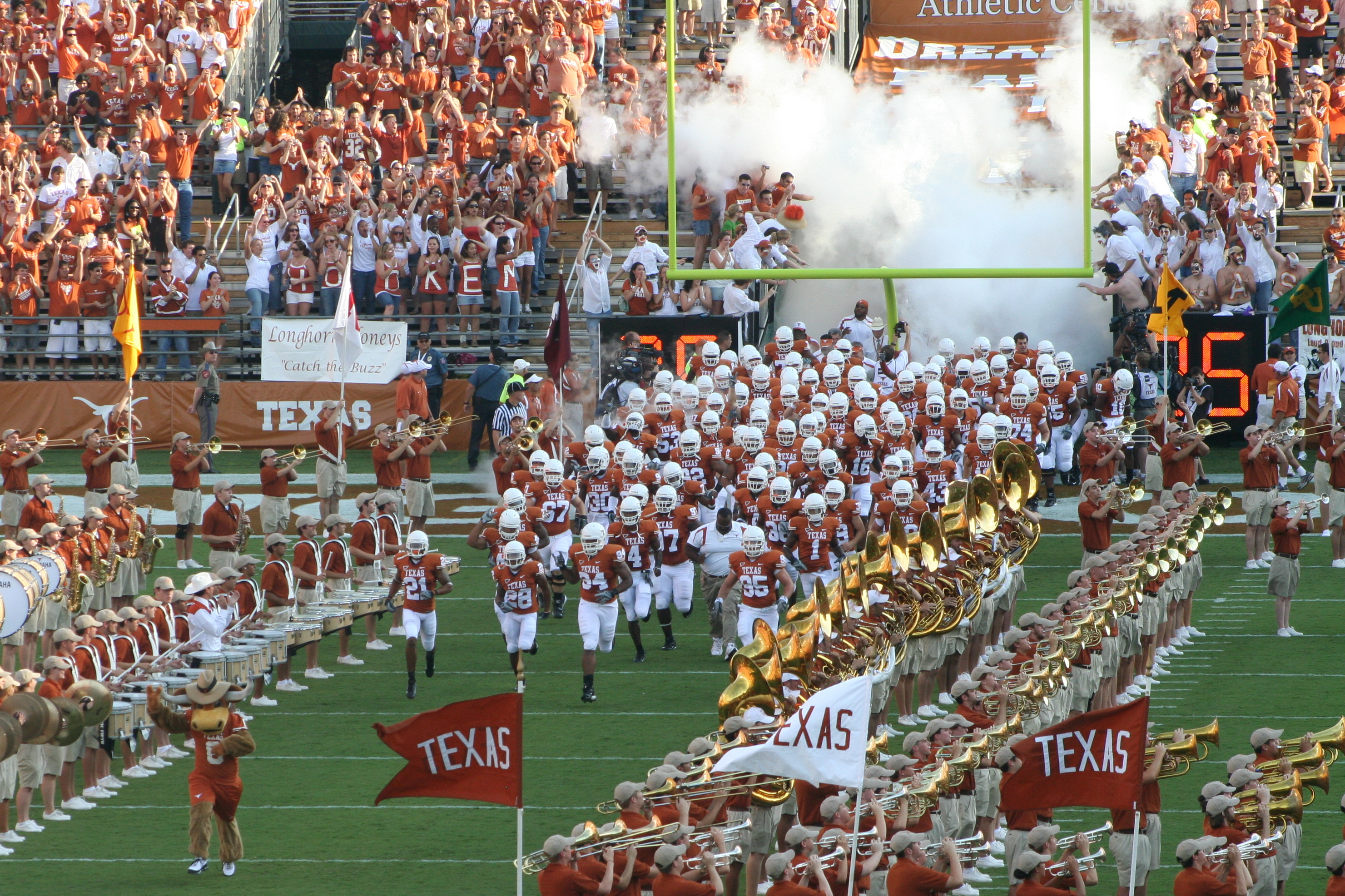
مراسم آغازین مسابقات تگزاس لانگ‌هورنز

## جستارهای مربوطه
- ورزشگاه مایک مایرز
- ورزشگاه دارل ک. رویال مموریال تگزاس